# The King of Comedy
 The King of Comedy (El rei de la comèdia) és una pel·lícula de comèdia negra satírica estatunidenca de 1982 dirigida per Martin Scorsese i protagonitzada per Robert De Niro (en la seva cinquena col·laboració amb Scorsese), Jerry Lewis i Sandra Bernhard. Escrita per Paul D. Zimmerman, la pel·lícula se centra en temes com el culte a les celebritats i la cultura mediàtica nord-americana. 20th Century Fox va estrenar la pel·lícula el 18 de febrer de 1983, als Estats Units, encara que la pel·lícula es va estrenar dos mesos abans a Islàndia.
En la pel·lícula, un aspirant a humorista de monòlegs esdevé cada vegada més obsessiu amb un humorista de renom que va conèixer per casualitat. Somia en ser el company i amic del veterà humorista, mentre que l'altre home evita intencionadament el seu perseguidor. El jove humorista té la idea de segrestar el seu ídol i fer xantatge a la cadena de televisió on apareix el seu ídol. El segrest li dona la fama que desitjava, la qual utilitza per publicar unes memòries d'èxit i per gravar un especial televisiu.
La producció va començar a Nova York l'1 de juny de 1981, per evitar enfrontar-se amb una propera vaga d'escriptors, i es va estrenar al Festival de Cannes el 1983. La pel·lícula va rebre crítiques majoritàriament positives per part de la crítica, però va ser un fracàs a la taquilla, només va recaptar 2,5 milions de dòlars contra els 19 milions de pressupost. És la primera producció d'Embassy International Pictures, més tard Regency Enterprises.

## Argument
Rupert Pupkin només té un somni: esdevenir un gran còmic. Un vespre, en la sortida d'una gravació de l'emissió televisada The Jerry Langford Show, aconsegueix acostar-se a l'animador vedette, Jerry Langford, i acompanyar-lo (contra el seu grat) a la seva limusina. Persuadit que és el signe del començament de la seva gran carrera, Rupert no pararà d'hostilitzar Jerry per ser convidat en el seu show...

## Repartiment
- Robert De Niro: Rupert Pupkin
- Jerry Lewis: Jerry Langford
- Diahnne Abbott: Rita Keane
- Sandra Bernhard: Masha
- Shelley Hack: Cathy Long
- Ed Herlihy: Ell mateix
- Lou Brown: Director d'Orquestra
- Liza Minnelli: Ella mateixa

## Producció
Després de completar Raging Bull, Scorsese havia pensat a retirar-se dels llargmetratges per fer documentals perquè se sentia "insatisfet" i encara no havia trobat la seva "pau interior". Tanmateix, tenia ganes de fer un projecte seu, The Last Temptation of Christ, i volia que De Niro interpretés a Jesucrist. De Niro no estava interessat i va preferir que la seva següent col·laboració fos una comèdia. Havia comprat els drets d'un guió del crític de cinema Paul D. Zimmerman. Michael Cimino va ser anunciat com a director de The King of Comedy el 7 de març de 1979, però va ser substituït per Martin Scorsese el 10 de novembre, a causa de la parada de la producció per l'enfocament de Cimino en el procés d'edició de Heaven's Gate.
Bob Fosse es va plantejar breument dirigir la pel·lícula i va suggerir Andy Kaufman com a Rupert Pupkin, Sandra Bernhard com a Masha i Sammy Davis Jr. com a Jerry Langford. A l'esborrany original que va llegir Fosse, el personatge de Langford havia de ser un amfitrió egocèntric i hipòcrita d'una marató televisiva de 24 hores per recaptar fons, com les maratons anuals que feia Jerry Lewis. Finalment, Fosse va canviar el tema de la pel·lícula a favor de dirigir Star 80, i el personatge de Langford va passar d'un presentador de marató a un presentador de tertúlia nocturna. Scorsese es va plantejar si podria afrontar el rodatge d'una altra pel·lícula, sobretot amb una vaga imminent del Sindicat d'Escriptors d'Amèrica. El productor Arnon Milchan pretenia mantenir el projecte allunyat de les interferències de Hollywood filmant completament a Nova York, i va pensar que podria lliurar-lo a temps amb la participació d'una companyia cinematogràfica més petita.
Després d'una forta apreciació crítica per la manera en què havia rodat Raging Bull, Scorsese va considerar que The King of Comedy necessitava un estil cinematogràfic més cru que prengués els indicis dels primers films de cinema mut, utilitzant plans de càmera més estàtics i menys primers plans dramàtics. Scorsese ha assenyalat que la pel·lícula de 1903 d'Edwin S. Porter Life of an American Fireman va influir molt en l'estil visual de The King of Comedy. Scorsese va rodar escenes diverses vegades i va passar quinze dies tornant a gravar per perfeccionar una escena, el que va resultar en una gran quantitat de metratge per editar

De Niro es va preparar per al paper de Rupert Pupkin desenvolupant una tècnica d'"inversió de rols", que consistia a perseguir els seus propis caçadors d'autògrafs, seguint-los i fent-los moltes preguntes. Segons va recordar Scorsese, fins i tot va acceptar reunir-se i parlar amb un dels seus assetjadors de feia temps:
El noi l'esperava amb la seva dona, una dona tímida dels suburbis que se sentia bastant avergonyida per la situació. El volia portar a sopar a casa seva, a dues hores amb cotxe de Nova York. Després d'haver-lo persuadit de quedar-se a Manhattan, [De Niro] li va preguntar: "Per què m'estàs perseguint? Què vols?' Ell va respondre: 'Per sopar amb tu, prendre una copa, xerrar. La meva mare em va demanar que saludés.
De Niro també va passar mesos mirant els comediants a la feina per aconseguir el ritme i el moment correcte de les seves actuacions. Completament alineat amb el seu personatge, va arribar a rebutjar una invitació a sopar de Lewis perquè "suposava que havia d'estar al seu coll i llest per matar-lo".

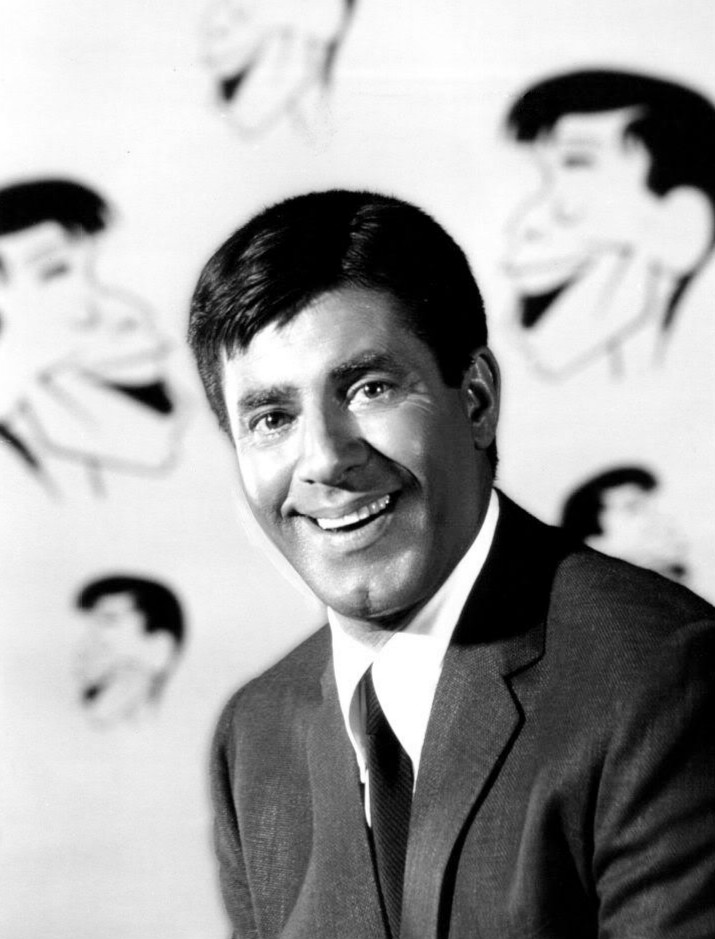
Jerry Lewis

A la biografia/visió general del seu treball, Scorsese on Scorsese, el director va elogiar a Jerry Lewis, afirmant que durant la seva primera conversa abans de rodar, Lewis va ser extremadament professional i li va assegurar abans de rodar que no hi hauria enfrontaments ni dificultats d'ego. Scorsese va dir que sentia que l'actuació de Lewis a la pel·lícula estava molt subestimada i mereixia més elogis. En una entrevista a la revista People, Lewis va afirmar que Scorsese i De Niro van utilitzar trucs d'actuació durant el rodatge, com ara l'ús d'epítets antisemites per "aixecar la ira de Lewis". Lewis va descriure fer la pel·lícula com una experiència agradable i va assenyalar que es portava bé tant amb Scorsese com amb De Niro. Lewis va dir que va ser convidat a col·laborar en certs aspectes del guió que tracten de la vida de celebritats. Va suggerir un final en què Rupert Pupkin mata a Jerry, però va ser rebutjat. Com a resultat, Lewis va pensar que la pel·lícula, tot i ser bona, no tenia un bon "final".
En una entrevista per al DVD, Scorsese va declarar que Lewis va proposar la breu escena en què Langford rebutja educadament la sol·licitud d'un autògraf d'una vella, la qual cosa va fer que li cridés: "Només hauríeu de tenir càncer!" L'escena es va basar en un incident real de la vida de Lewis, i va dirigir l'actriu que interpretava a la vella per encertar el moment.

### Guió
En el moment en què va escriure el seu guió, Paul D. Zimmerman es va inspirar en un espectacle de David Susskind sobre caçadors d'autògrafs i un article d'Esquire sobre un seguidor fanàtic de Johnny Carson. Scorsese va conèixer per primera vegada el guió de Zimmerman després que Robert De Niro li va portar el 1974, però va declinar el projecte dient que no sentia cap connexió personal amb ell. Michael Cimino estava disposat a dirigir-la, però la seva implicació amb el guió va fracassar quan va deixar el projecte per dirigir Heaven's Gate. Impulsat per l'alienació que sentia pel seu creixent estatus de celebritat, i la insistència de De Niro que la pel·lícula es podria fer "molt ràpid", i que seria una "pel·lícula de Nova York" L'interès de Scorsese pel projecte va ser revivat.

### Càsting
La primera opció de Scorsese per al presentador de tertúlies Jerry Langford va ser Johnny Carson. Carson va rebutjar el paper, dient que "ja saps que una presa és suficient per a mi". Joey Bishop, Orson Welles i Dick Cavett també van ser considerats. També es va considerar tot el Rat Pack, específicament Frank Sinatra i Dean Martin, abans de prendre la decisió de seleccionar l'antic soci de Martin, Jerry Lewis.

### Fotografia
Arnon Milchan va proposar iniciar el rodatge un mes abans de l'establert per evitar possibles interrupcions per la vaga de la DGA. A més, Scorsese es trobava en una condició de salut delicada. La filmació es va estendre durant un període de vint setmanes, amb Scorsese dirigint de les 4 a les 7 de la tarda cada dia.

### La salut de Scorsese
Scorsese havia patit una mala salut tant abans com durant la producció de la pel·lícula. Acabava de rodar tres pel·lícules en poc temps i es va trobar hospitalitzat per esgotament i pneumònia. No s'havia recuperat quan va començar el rodatge. El calendari intensiu de rodatge va permetre a Scorsese dedicar la resta del seu temps a recuperar-se.

### Música
Robbie Robertson va produir la música de la banda sonora de la pel·lícula i va contribuir amb el seu primer treball original després de deixar The Band titulat Between Trains. Aquesta cançó, un homenatge a un membre del personal de producció que havia mort de sobte, es troba a l'àlbum de la banda sonora però no a la pel·lícula en si. La banda sonora de The King of Comedy és una barreja de música popular i partitura orquestral composta per Bob James. La banda sonora inclou cançons d'artistes com BB King, Van Morrison i Ray Charles. Aquest tipus d'hibridació de la música pop i partitura s'utilitzaria més tard a Gangs of New York, The Aviator i The Departed.

## Al voltant de la pel·lícula
- Jerry Lewis troba en aquesta pel·lícula el seu primer paper dramàtic.
- La pel·lícula va ser un fracàs comercial per al director Martin Scorsese, però les crítiques van ser positives.
- En al rodatge de l'escena on Rupert Pupkin (Robert De Niro) s'introdueix en la casa de Jerry Langford (Jerry Lewis), Robert De Niro va proferir observacions antisemites per posar en còlera Jerry Lewis que, poc acostumat al "mètode", sembla al final realment furiós a la pantalla.
- En l'escena on Robert De Niro i Sandra Bernhard discuteixen al carrer, la gent al voltant d'ells els mira, divertits. Entre ells, es poden veure Mick Jones, Joe Strummer i Paul Simonon, membres del grup britànic The Clash, així com Gérard Depardieu.

## Premis i nominacions

### Premis
- 1984: BAFTA al millor guió original per Paul D. Zimmerman.

### Nominacions
- 1983: Palma d'Or del Festival Internacional de Cinema de Canes.
- 1984: 
  - BAFTA al millor actor (Robert De Niro)
  - BAFTA a la millor direcció (Martin Scorsese)
  - BAFTA al millor muntatge (Thelma Schoonmaker)
  - BAFTA al millor actor secundari (Jerry Lewis).